# Gennaro Matacena
Gennaro Matacena (Cava de' Tirreni, 18 agosto 1945) è un architetto e imprenditore italiano residente a Napoli.

## Biografia
Nato a Cava de' Tirreni, laurea nel 1970 in architettura a Napoli.
Inizia a collaborare con l’architetto Ezio De Felice, che lo introduce nell’ambito del restauro monumentale e della museografia. Insieme hanno realizzato numerosi interventi di restauro: a Palermo Palazzo Abatellis, a Vico Equense la Cattedrale, a Napoli il Museo di Capodimonte, la Certosa di San Martino, il Museo Aragona Pignatelli Cortés, il Museo di Villa Floridiana. Con De Felice collabora anche al restauro dei Musées royaux des Beaux-Arts de la Belgique a Bruxelles, del Castello di Vigevano, di Ca' Rezzonico a Venezia.
Nel 1986 costituisce la RA Consulting società di ingegneria, con la quale ha progettato e diretto diversi interventi di restauro, allestimento e valorizzazione monumentale:
- Palermo, restauro ex fabbrica di mobili Ducrot, Museo Euromediterraneo delle Arti Contemporanee alla Zisa;
- Napoli, Castel Capuano, restauro conservativo delle sale monumentali del Castello;
- Mongiana (VV), restauro e adattamento a nuove funzioni, Museo Borbonico del Ferro e dell’Acciaio;
- Napoli, Stazione Anton Dohrn, adeguamento funzionale interni e facciata.
- Roma, restauro dei Mercati di Traiano - Museo dei Fori Imperiali.[1]

Ha lavorato in Italia e all’estero, ottenendo anche premi internazionali (Museo del Mare e della Navigazione Genova; Nouméa Nuova Caledonia Nuovo Acquario; Palermo e Museo Euromediterraneo Arti Contemporanee).
Nel 1992 acquista il borgo abbandonato Castello di Postignano (Sellano) e ne avvia restauro e recupero. Considerato “l’archetipo dei Borghi Collinari Italiani”, dal 2013 è attivo come relais ed è stato inserito tra “I borghi più belli d'Italia”. Nel 2014 il borgo ha ricevuto l’attestato di merito “La Fabbrica nel Paesaggio”, dalle Federazioni italiane ed europee dei Club e Centri UNESCO. Italia Nostra ha definito il suo restauro “esemplare”.

## Esperienze imprenditoriali
- Dal 1994 al 2022 Consigliere di Amministrazione della Navale Assicurazioni spa. (Gruppo Generali)
- dal 2003 Consigliere Amministrazione Caronte & Tourist S.p.A.
- 2006/2012 Consigliere Amministrazione Corriere del Mezzogiorno (Gruppo Corsera)
- dal 2012 Presidente della società di navigazione Caronte S.p.A.
- dal 2012 al 2018 Vice Presidente della Caronte & Tourist S.p.A.
- dal 2018 Membro Advisory-board del Museo e Real Bosco di Capodimonte
- dal 2019 Consigliere di Amministrazione della Matacena Foundation, Geographical Society of China/Chinese Academy of Sciences

## Onorificenze e premi
- 1991 - “Premio Tuteliamo l’Ambiente Conservation Foundation, Ministero dell’Ambiente/ENEA/AQUA, “Cittadella del Mare: progetto di riuso del complesso siderurgico Corradini”
- 1998 Cavaliere dell’Ordine Costantiniano di San Giorgio (Sacro Militare Ordine Costantiniano)
- 2002 “Gabbiano d’Argento”, Biennale Internazionale del Mare: "come efficace interprete dei valori unesco per la salvaguardia e tutela del paesaggio e dell’ambiente"
- 2019 “International Cooperation Award for Development of the Geographical Society of China/Chinese Academy of Sciences)
- 2021 Membro onorario Fondazione Dario Fo, Franca Rame

## Attività scientifica/Pubblicazioni
- G. Matacena/B. De Stefano Manno “Le Reali Ferriere ed Officine di Mongiana”. Storia,condizione operaia, tecnologie di produzione, trasformazione del territorio, architetture delle più antiche ed importanti fonderie del Regno delle due Sicilie”, Storia di Napoli e della Sicilia, Napoli.
- G. Matacena “Architettura del lavoro in Calabria tra i secoli XV e XIX"
- G. Matacena/G.Fiorentino. “Napoli in posa, 1850-1910: Crepuscolo di una capitale”, Electa Napoli
- G. Matacena/G. Fiorentino “La riscoperta del golfo incantato” Stazione Zoologica “Anton Dohrn”. Electa Napoli
- A. Buccaro/G. Matacena “Architettura e urbanistica dell’età borbonica – Le opere dello stato, i luoghi dell’industria”, Edizioni Electa Napoli

Autore di due romanzi:
- G. Matacena, I giardini di Aglaura, Rogiosi editore, Napoli
- G. Matacena, Un Mondo Nuovo, dal punto di vista di Andreu, Colonnese editore, Napoli[3]